# Peter Corcoran
Peter Corcoran (Athy, 1740 – 1784) è stato un pugile irlandese, primo irlandese campione d'Inghilterra (del mondo) di pugilato dal 1771 al 1776.

## Biografia
Nacque nel 1740 ad Athy Co. Kildare in Irlanda, figlio di un contadino lavorò nella fattoria di famiglia fino all'età di vent'anni. Nel 1760 alcune fonti affermano che si rese responsabile di un omicidio durante una animata discussione per una donna. Rimane il fatto che Concorad lasciò il suo paese natale e partì per l'Inghilterra, non tornò mai più in Irlanda.
Si stabilì a Birmingham dove lavorò in una miniera di carbone, si trasferì a Portsmouth e lavorò come marinaio. In questi anni cominciò a praticare lo sport del pugilato. Per continuare a coltivare la passione per il pugilato Corcoran si trasferì a Londra.
Aprì un locale bar nella parte est della città mentre la sua carriera pugilistica stava andando a gonfie vele. Aprì una Public House più grande ma gli affari cominciarono ad andare male e arrivarono i primi problemi economici. Questo è il periodo più oscuro della vita di Corcoran. Pare che molto probabilmente furono i problemi finanziari a convincere Concorad a combattere con Sellars. Incontro che segnò la sconfitta del pugile irlandese ma anche la scomparsa totale e misteriosa di tutti i suoi debiti.
La soluzione dei debiti fu comunque di breve durata, dopo alcuni anni subì il pignoramento del locale. Non sappiamo quando fu l'anno della sua morte, le spese per il suo funerale furono sostenute da una colletta pubblica. Il primo irlandese a vincere il campionato d'Inghilterra e per questo campione del mondo morì nella completa povertà.

## Carriera
Quando giunse a Londra il pugile Concoran trovò un valido sponsor nel colonnello Dennis Kelly, che finanziò i suoi allenamenti e organizzò i suoi incontri.
Il 4 settembre 1769 Corcoran vinse il suo primo incontro all'Hyde park di Londra contro il forte Bill Turner, considerato uno dei migliori pugili in circolazione. Successivamente disputò altri tre incontri contro Tom Dalton, Joe Davis e Bob Smiler, vincendoli tutti, così facendo ebbe diritto a sfidare il campione in carica Bill Darts.
Il 18 maggio 1771, dopo la corsa di cavalli all'Epsom Down, i due si sfidarono. L'incontro fu brevissimo e controverso, dopo nemmeno un minuto Corcoran mise al tappeto Darts e così sia Concorad che il colonnello Kelly intascarono un premio in denaro cospicuo. Non esistono prove concrete ma l'ombra dell'imbroglio infanga la vittoria di Corcoran.
È pur vero che il pugile irlandese mantenne il titolo per cinque anni sconfiggendo numerosi avversari. Nel 1774 vinse contro Sam Peters in un incontro disputato all'abbazia di Waltham. Anche in questo incontro molti gridarono allo scandalo perché si diffuse la notizia di un probabile accordo tra i pugili.
Perse il titolo contro Herry Sellars il 16 ottobre 1776, incontro di 32 riprese disputato a Staines nel Middlesex.